# Стоун, Дона
До́на Сто́ун (англ. Dawna Stone; 1968, Сент-Питерсберг, Флорида, США) — американский издатель.

## Биография
Дона Стоун родилась в 1968 году в Сент-Питерсберге (штат Флорида, США). У Доны есть сестра — Мишель Стоун. Стоун окончила Калифорнийский университет.
Дона наиболее известна как учредитель и издатель журнала «Her Sports». Она была нанята Мартой Стюарт на шоу «The Apprentice: Martha Stewart», которое проходило осенью 2005 года.
Дона замужем за Мэттом Дитером. У супругов есть дочь — Кэйли Джойс Дитер (род. 18.09.2007).